# Чечельницький спиртовий завод
Чечельницький спиртовий завод — підприємство харчової промисловості у селищі міського типу Чечельник Вінницької області.

## Історія
Винокурний завод побудований у волосному центрі Ольгопільського повіту Подільської губернії Російської імперії в 1860 році.
У ході першої російської революції в травні 1906 року робітники цукрового і спиртового заводу страйкували з вимогами збільшити заробітну плату і поліпшити умови роботи.
Після початку Першої світової війни становище ускладнилося у зв'язку з введенням 21 серпня 1914 року заборони на продаж спиртного і обмеженням виробництва спирту, в 1915 році спиртзавод був закритий.

### 1918 - 1991
На початку січня 1918 року в Чечельнику була проголошена Радянська влада, однак вже 12 березня 1918 року селище окупували польські легіонери, які входили до складу німецьких військ, а в травні їх змінили австрійсько-німецькі частини, які залишалися тут до кінця листопада 1918 року, в подальшому, до червня 1920 року населений пункт залишався у зоні бойових дій громадянської війни.
В середині 1920х років серйозно постраждав спиртзавод був відновлений і в 1925 році відновив роботу. У 1927 році на підприємстві встановили нове обладнання, після чого обсяг виробництва збільшився в два рази.
У ході індустріалізації 1930х років завод був реконструйований і в період з 1929 до 1941 року збільшив продуктивність у 40 разів.
Після початку Другої світової війни 25 червня 1941 року в Чечельнику був створений винищувальний батальйон (у який вступили 25 робочих Чечельницького спиртового заводу), але з 24 липня 1941 року село було окуповано наступаючими німецькими військами.
17 березня 1944 року радянські війська повернули під контроль Чечельник, але спиртзавод виявився зруйнований відступаючими німецькими військами.
Згідно з четвертим п'ятирічним планом відбудови та розвитку народного господарства СРСР завод був відновлений, в 1948 році він відновив довоєнний рівень виробництва, а в подальшому перевищив його.
У 1962 році завод знизив собівартість виробництва спирту, за рахунок чого отримав додатковий прибуток в розмірі 100 тис. рублів.
У ході восьмої п'ятирічки на заводі був побудований і введений в експлуатацію цех з виробництва кормових дріжджів. В результаті, до кінця п'ятирічки Чечельницький спиртзавод став одним з передових промислових підприємств Вінницької області.
В цілому, в радянський час спиртзавод був одним з найбільших підприємств райцентру.

### Після 1991
Після проголошення незалежності України, завод перейшов у відання Державного комітету харчової промисловості України.
У березні 1995 року Верховна Рада України внесла завод у перелік підприємств, приватизація яких заборонена у зв'язку з їх загальнодержавним значенням.
Після створення у червні 1996 року державного концерну спиртової та лікеро-горілчаної промисловості «Укрспирт», завод був переданий у відання концерну «Укрспирт».
У липні 2010 року державний концерн «Укрспирт» перетворено в державне підприємство «Укрспирт», завод залишився у віданні ДП «Укрспирт».